# Houston Chronicle
Houston Chronicle este un ziar american înființat în anul 1901. Ziarul a fost cumpărat de compania media Hearst Corporation în anul 1987.
Ediția online a ziarului are aproximativ 25 de milioane de vizitatori pe lună.
În luna mai 2008, ziarul avea un tiraj de 491 131 exemplare zilnic, fiind pe locul 9 în topul ziarelor din Statele Unite, după Chicago Tribune.